# 明尼苏达民主—农民—劳工党
明尼苏达民主—农民—劳工党（英語：Minnesota Democratic-Farmer-Labor Party，缩写为DFL，其党员常被称为DFLer）是美国明尼苏达州的两个主要政党之一，隶属于美国民主党，可视为民主党在明尼苏达州的分支。
明尼苏达民主—农民—劳工党于1944年由明尼苏达民主党（即美国民主党在明尼苏达州的分支）和明尼苏达农民—劳工党合并而成。美国前副总统休伯特·汉弗莱当时是明尼苏达民主党的领袖，主导了这次合并。